# 薛干太悉伏
薛干太悉伏（？—？），复姓薛干氏，一作太悉佛，又作叱干他斗伏，十六国时期薛干部首领。

## 生平
薛干部经常在三城（今陕西省延安市东南）聚居。登国六年（391年）十一月，北魏消灭铁弗部，薛干太悉伏望见北魏大军而归顺，魏王拓跋珪安顿抚慰了他。魏军班师后，刘卫辰的儿子赫连勃勃逃到薛干部。拓跋珪听说后，派遣使者诏令薛干太悉伏拘捕赫连勃勃送到北魏。薛干太悉伏让赫连勃勃面见北魏使者，说：“如今他穷困而来投奔我，我宁可与他一起逃亡，怎么忍心送他到北魏。”薛干太悉伏于是将赫连勃勃送到破多罗部没弈于那里。拓跋珪大怒，于登国八年（393年）八月亲自率军讨伐薛干部。恰逢薛干部去进攻曹覆寅，魏军趁虚而入，屠杀薛干部的城市，俘虏了薛干太悉伏的妻子儿女以及珍宝，将薛干部的部众迁移而返回。薛干太悉伏听说后回救不及，于是投奔姚兴。登国十年（395年）正月，薛干太悉伏从长安前往九峻山以北，上郡以西的鲜卑、杂胡听说后都响应薛干太悉伏。天赐五年（408年），赫连勃勃将残余的薛干部劫掠归属自己统治。等到北魏平定胡夏的统万城，薛干部的部民全部成为北魏的编户齐民。后来薛干太悉伏率领部落归顺北魏，魏道武帝赐给爵位聊城侯，任命薛干太悉伏为散员大夫，待以上客之礼，赐妻郑氏。薛干太悉伏去世后，北魏朝廷赠予平南将军、冀州刺史，谥号悼。

## 其它
。

## 家庭

### 子女
- 薛野䐗，北魏平南将军、太州刺史、河东简公

### 孙子女
- 薛虎子，北魏开府、徐州刺史 、河东文公